# Without Limits (album)
Without Limits è un album del cantante italiano Gianni Celeste con testi in lingua napoletana, pubblicato nel 2006.

## Tracce
1. Però te penzo
2. È normale
3. Nel bene e nel male
4. Un cuore solo
5. Colpa tua
6. Di te di me
7. Brividi caldi
8. L'ultima poesia
9. Inequivocabile
10. Non ti permettere
11. La voce dell'anima